# Colla (Bordj Bou Arreridj)
 (août 2020).
Si vous disposez d'ouvrages ou d'articles de référence ou si vous connaissez des sites web de qualité traitant du thème abordé ici, merci de compléter l'article en donnant les références utiles à sa vérifiabilité et en les liant à la section « Notes et références ».

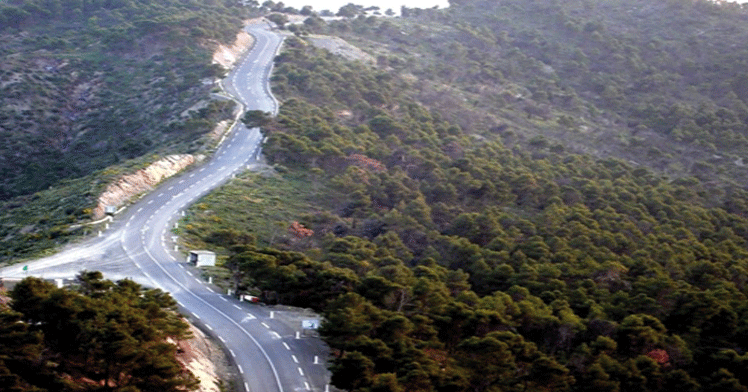
chemin de montagne wilaya n 43

Colla est une commune de la wilaya de Bordj-Bou-Arreridj en Algérie.
Localisée en Petite Kabylie, Colla est une commune Kabylophone.

## Géographie
Au nord de Bordj Bou Arrerridj canton de biban sur un chemin de wilaya W43 et W44 limite :
- nord par commune Djaafra et commune Ighil Ali wilaya de bejaia
- sud par commune Medjana et commune Hasnaoua
- est par commune Djaafra commune Tefreg et
- Ouest commune Tneit lakhmisse commune Medjana

Caractérisé par :
- Les fameuses roches de Jamma Amokran, Taksobet et Ikharbane
- La forêt de pins *Mirabot* avec le beau pic d'Azrou

Les montagnes de Colla :
- Djaafra et  Tiget
- Bonda et  Azrou Ifri w drare
- Draa ou Ighil talque  draa  n serra ighil alhad ,Ighil ali et osiaamare

On y trouve aussi des sources d'eau chaude :
- ikhef liinsser thite linssar
- ahmmam
- thala azrou jider fontaine de roche aigle ou boukhtala

## Histoire
- lieux de commencement de l'instruction des Mokrani Col de seriga ou seriya azrou sator, agni selon chayron
- satornin ancien ville nomides romaine
- ferme de peatra ou roche petransis Fondus PEATRNSIS
- Pic d azrou ou la crete domainenete aljamaa amokrane chez la denastie mokrani de kalaa
- Bordj azrou  HAJAR LAHMAR ou les coronnes des toreaux selon le journal de pays 1847 et le centre de commencement des combats d afrique par une geure d azrou

Durant l'Algérie française, Colla était un douar (fraction de la tribu des ait yadel ou ouled mokrane) de la commune mixte des Bibans dans l'arrondissement de Sétif (Département de Constantine).